# Novo-Urupski
Novo-Urupski (del ruso: Ново-Урупский) es un jútor del raión de Otrádnaya del krai de Krasnodar, en Rusia. Está situado en un área premontañosa y boscosa de las vertientes septentrionales del Cáucaso Norte, en la orilla derecha del río Urup, afluente del Kubán, frente a Otrádnaya y 217 km al sureste de Krasnodar, la capital del krai. Tenía 154 habitantes en 2010.
Pertenece al municipio Otrádnenskoye.

## Historia
La población recibía el nombre de Truboliot

## Personalidades
- Iván Nikoláyevich Boiko (*1934), escritor ruso y soviético.[2][3]